# Kurilerne
Kurilerne (russisk: Кури́льские острова́ (/kuˈrʲilskiɪe əstrʌˈva/); japansk: Chi-shima, "de tusind øer") er en række af øer, der strækker sig fra den japanske ø Hokkaido til Kamtjatka og skiller det Okhotske Hav fra det nordlige Stillehav. De er en del af Ruslands Sakhalin oblast region og består af ca. 56 øer med 18900 indbyggere. På øerne findes mange vulkaner – ca. 39 aktive – og man er begyndt at udnytte den geotermiske vedvarende energi.
Arealet er 14826 km2.

## Landskabet
Kurilerne er alle vulkanske og opbyggede af aske samt andesitiske og basaltiske lavaer. Af øgruppens 23 vulkankegler er 16 endnu virksomme. Den nordligste ø er Shumshu, derefter følger den 90 km lange Paramushir (2.479 km2), der bærer flere udslukte og en virksom vulkan. Syd herfor følger flere mindre øer, blandt hvilke Onekotan, Charimkotan, Shijashkotan, Ekarma, Tshirinkotan, Matau og Ketoi har virksomme vulkaner. De sydligste øer er betydelig større. Efter Ketoi følger Simushir, derefter Urup (1.511 km2) og Iturup (6.725 km2), hvilken sidste har 3 virksomme vulkaner. Nærmest ved Jeso ligger Kunashiri (1.548 km2), der kun har udslukte vulkaner, og sydøst for denne, uden for rækken, Shikotan (391 km2).
Kurilerne ligger omgivne af kolde havstrømme, og har derfor et køligt tempereret klima, der minder meget om de amerikanske Aleuter øer. Januar ca. minus 5 grader Celsius, august ca plus 14 grader celsius. De højeste bjergtoppe ( 1600 m.) bærer evig sne.

## Plantevækst
Plantevæksten består af tætte krat af dværgfyr (Pinus cembra var. pumila), der veksler med uigennemtrængelige bevoksninger af en med bambus beslægtet græsart (Arundinaria kurilensis). På de sydlige øer begynder enkelte træer at vise sig i beskyttede dale.

## Historie
Kurilerne blev opdaget af hollænderen Martin de Vries i 1643, da han rejste ind i Ochotsk havet gennem de Vries’ sund mellem Iturup og Urup, som han kaldte Staaten Eiland og Kompagnies land. Senere blev øgruppens udforskning et punkt i den såkaldte store nordiske ekspedition under Vitus Berings ledelse (1733-1741), og Martin Spangberg udførte med held denne opgave under to rejser i 1738 og 1739. Nøjere kendskab til Kurilerne fik man ved svenskeren von Krusensterns rejse (1803-06). Senere foretog især H. J. Snow udforskning af øgruppen. De nordlige øer blev besat af russerne, de sydlige af japanerne, men 1875, da Japan blev tvunget til at afstå sin andel af øen Sakhalin til Rusland, fik det de nordlige Kuriler som en slags "erstatning". Efter, at som følge af den russisk-japanske krig den sydlige del af Sakhalin atter var blevet japansk, skal alle de kristne ainuer på Kurilerne være overflyttet dertil.
Befolkningen talte i 1898 4.413 personer, herunder de indfødte ainuer. Kun tre af øerne var beboede, nemlig Kunashiri (1.475 indbyggere), Yeturufu l. Iturup (1.343 indbyggere) og Shijasriketan (59 indbyggere). De resterende øer blev kun af og til besøgt af fiskere og jægere.
Øerne skiftede hænder mellem Rusland og Japan og var før 2. verdenskrig en del af Japan og blev bl.a. brugt som udgangspunkt for den japanske flåde under angrebet på Pearl Harbor. I krigens sidste dage blev øerne erobret af Sovjetunionen, og er i dag en del af Rusland. En japansk general blev i 1945 taget til fange og underskrev en kapitulationsaftale, der overdrog øerne til Sovjetunionen. Den japanske regering har siden begrundet sit krav på øerne med at generalen ingen politisk beføjelser havde, og at aftalen derfor er ugyldig.
Japans fortsatte krav om at få fire af øerne tilbage er grundlag for diplomatiske stridigheder med Rusland.

### Jordskælv 1952
4. november 1952 var øen Paramushir i den nordlige del af øgruppen skueplads for Severo-Kurilsk jordskælvet , der havde en styrke på 9.0 på MWskalaen . Ud af en befolkning på omkring 6.000 mennesker døde 2.336. 